# Leucania humidicola
Leucania humidicola là một loài bướm đêm thuộc họ Noctuidae. Nó được tìm thấy ở Antilles tới Brasil và probably the Galapagos.
Ấu trùng ăn Sporoholus virginicus.